# Popielcowe klocki

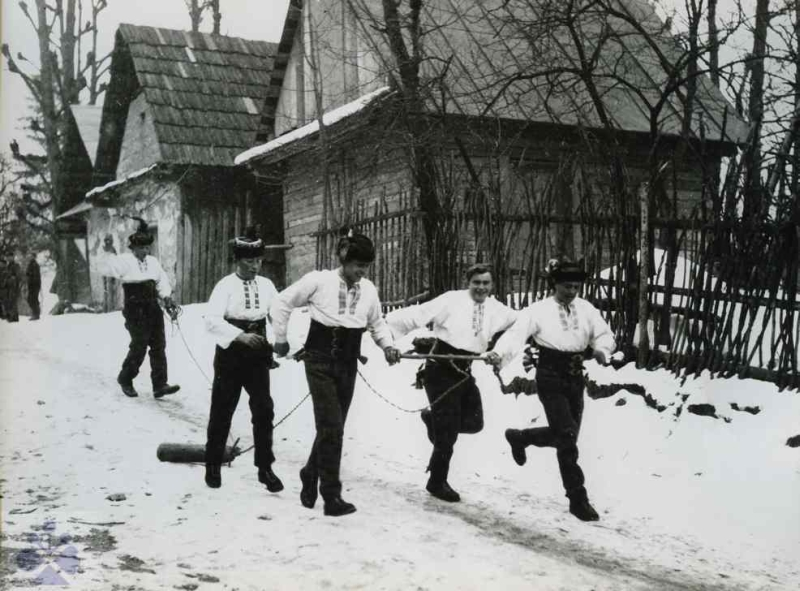
Ciągnięcie kloca, zwyczaj na Słowacji

Popielcowe klocki (również ciągnienie kloca) – dawny tradycyjny zwyczaj ludowy obchodzony w środę popielcową, tzw. Wstępną Środę. O północy ze środy na czwartek bicie dzwonów kościelnych oznajmiało mieszkańcom koniec zapustów i rozpoczęcie postu, schodzono się wówczas w karczmach, by „przepłukać zęby po zapustnym mięsie” lub na tzw. „kloca”. Zwyczaj ten popularny był już w XVII wieku.
Wraz z ostatnimi dniami karnawału związane były różne zabawy. Jedną z nich było prezentowanie cech dziewcząt. Zabawa ta miała charakter licytacji. Dziewczęta mogły wykupić się wódką lub mogli to zrobić za nie kawalerowie, okazując tym samym zainteresowanie daną osobą. Natomiast już w Środę Popielcową osoby stanu wolnego karano, zmuszając do ciągnięcia kloca. Zwyczajowi temu towarzyszyła szczególna uroczystość. Polegała ona na przyczepianiu klocków kawalerom i pannom za karę, że podczas karnawału nie zawarli związków małżeńskich. W Rzeszowskiem, chłopcy przyciągali kloc do domu zamieszkiwanego przez pannę i jeżeli złożyła ona okup chłopcy ciągnęli go dalej, jeśli tego nie zrobiła, sama ciągnęła go do następnego domu niezamężnej dziewczyny. Tym sposobem kloc wędrował po całej wsi, a chłopcy biorący udział w zabawie śpiewali pannom: 
"Mięsopusty zeszły,
Dziwki za mąż nie szły,
Nie chciały się wydać,
Będą kloka dźwigać."
Celem tej zabawy było żartobliwe napiętnowanie osób uchylających się od małżeństwa, które uważano za podstawowy obowiązek społeczny oraz zachęcenie ich do większego zainteresowania tą dziedziną życia.  Zachowała się broszurka z 1614 roku pt. „Pieśni i tance zabawom uczciwym gwoli”, a w niej fragment pieśni:
"U której panny w tym roku,
Nie będzie męża przy boku,
Taka musi już kloc ciągnąc,
Albo kury z kwoką lągnąć…”
Obrzęd kończył się w karczmie, gdzie należało okupić go wódką. Miał on charakter magiczny, którego celem było ożywienie sfery roślinnej, natomiast pień był symbolem płodności.  Dziewczętom, które podczas karnawału nie wyszły za mąż, dla żartu przywieszano do ubrania różnego rodzaju obrzydliwe ozdoby: wysuszone jelita, skorupki jajek, kurze łapki i szyjki, ości śledzi, gałganki itp.  W Krakowskiem towarzyszyła temu przyśpiewka:
"W wstępną środę, żeby włóczył
Żeby drugich nauczył
Jak to oni mają czynić
Swoje syny pożenić
I córeczki swe wydać
Bo my kloce włóczyli
Żeśmy się nie żenili..."
Zabawa ta spotykana była również w miastach.  